# Овчарци
Овчарци е село в Западна България, на 3 минути от гр. Сапарева баня. То се намира в община Сапарева баня, област Кюстендил.

## География
Село Овчарци се намира в планински район. Има над 7 водопада и много красива природа. От двете страни на селото се спускат реките Горица и Фудиня. Река Фудиня води началото си от северозападното подножие на връх Таш Мандра („каменна мандра“), от няколко извора (Конски кладенец и др.), и се влива в река Джерман.

## История
Точни данни за възникването на селото няма. Носят се предания, че по време на турското потисничество селото е носело името Селище. В турските архиви е отбелязано поради близостта му със Сапарева баня.
Знае се неговото местоположение в полето и до днес има местност, която носи името Друмчето, защото има остатък от римски път. Селото е било разположено на кръстопът – оттам е минавал пътят за Пауталия (днешен Кюстендил) и Македония. Поради честите набези част от населението се преселва в подножието на планината. И до днес има неголямо пространство, което наричат Поляната. Там сега има черква от 19 век, а има предположения и за по-ранна датировка.

## Население
Численост и дял на етническите групи според преброяването на населението през 2011 г.:
|                     | Численост | Дял (в %) |
| Общо                | 1079      | 100,00    |
| Българи             | 1057      | 97,96     |
| Турци               | 0         | 0,00      |
| Цигани              | 0         | 0,00      |
| Други               | 3         | 0,27      |
| Не се самоопределят | 0         | 0,00      |
| Неотговорили        | 19        | 1,76      |

## Религии
Цялото население е съставено от православни христяни.

## Обществени институции
- Кметство, лекарски и зъболекарски кабинет, църква.

## Културни и природни забележителности
- Река Горица с нейните 7 водопада, най-високият от които – водопадът Горица, е 39 m. Тя извира от връх Кабул, попадащ в границите на Национален парк Рила.
- Друга забележителност е черквата, строена през 1881 г. от майсторите строители Кирияку и Малце от село Крушево, Дебърско, и от боголюбивите жители на селото. Черквата е шедьовър на възрожденската архитектура. Нейните майстори са представители на Дебърската художествена школа от 18 – 19 век. Те са майстори строители, живописци и резбари, предаващи изкуството си от баща на син. Интериорът е грациозен, а с построяването на кубето през 1960 г. от майстор Цане Раков, тя става видима за всички. Стенописите по интериора и по интересния свод, според сведения, са дело на самоковски зографи, може би на Никола Образописов. Изографисването е с постни бои. Построена е върху основите на стара черква, сегашната запазва името си „Св. Йоан Богослов“. Край старата черква имало училище, в което са учели 10 – 15 ученика. Трикорабна псевдобазилика със сравнително малка полукръгла апсида. Притворът е нов. Стенописите са от 1882 г., и представляват 54 сцени и 22 медальона. Иконостасът, среден по големина, е рисуван и украсен с едра хубава резба. Осемте цокълни табла са със сцени от Шестоднева. Иконостасните икони са оригинални по стил от неизвестен, възможно самоковски художник. Царските икони са 6. Малките икони са 35 и целувалните 9. Архийерейският трон и два целувални иконостаса са украсени с резба и имат по една икона. Строителството продължава 3 години. Освещаването на храма става през 1883 г. от самоковския митрополит Доситей. От устни сведения на двама свещеника се знае, че старата черква „Св. Никола“ е била много по-голяма. Това се вижда от разкриването на основите при построяването на новия параклис на това място.

- Друга забележителност е черквичката „Св. Богородица“. Знае е се, че тя са намира в района на римско или по късно градище, в което са разкрити зидовете на тракийски некропол, християнски погребения и тракийски накити. Точна датировка кога е построена няма, има само предположения. Съдейки по височината на ниската врата, може да се отнесе към турско време.

- Селото е известно с фолклорната група „Горнополски глас“, основана през 1962 г., която представя шопското двугласно пеене, изпълнявайки местни народни песни. Групата взема участия в много фестивали в страната и има издаден албум. През 2006 г. групата взема участие в третия международен фолклорен фестивал „Софийска пролет“.

## Редовни събития
- Събори всяка година на 8 май (ден на Св. Йоан Богослов), 15 август (Успение Богородично) и 9 ноември.